# Isodromus flaviscutum
Isodromus flaviscutum är en stekelart som beskrevs av Hoffer och Trjapitzin 1978. Isodromus flaviscutum ingår i släktet Isodromus och familjen sköldlussteklar.
Artens utbredningsområde är:
- Bulgarien.
- Ungern.
- Kazakstan.
- Spanien.
- Armenien.
- Azerbajdzjan.
- Turkmenistan.
- Moldavien.
- Ukraina.
- Uzbekistan.

Inga underarter finns listade i Catalogue of Life.